# سيرينا أرميتاغ
سيرينا أرميتاغ (بالإنجليزية: Serena Armitage)‏ هي منتجة أفلام ومخرجة أيرلندية، ولدت في 1981.

## وصلات خارجية
- سيرينا أرميتاغ على موقع IMDb (الإنجليزية)